# سعيد يقطين
سعيد يقطين ناقد وباحث مغربي، ولد في مدينة الدار البيضاء في 8 مايو 1955، وقد عرف باهتماماته البحثية والأكاديمية في مجال السرديات العربية ونحت مفاهيمها وتتبع مكوناتها في النصوص العربية القديمة والحديثة. صدرت له عشرات المؤلفات النقدية من أبرزها: كتاب (الفكر الأدبي العربي: البنيات والأنساق) الحاصل على جائزة الشيخ زايد للكتاب 2016.

## التعليم
تلقى تعليمه الأولي في الكٌتاب بالدار البيضاء، ثم في المدرسة الابتدائية للتعليم، وأكمل تعليمه الإعدادي والثانوي والجامعي بمدينة فاس، وحصل على الدكتوراه في الآداب من جامعة محمد الخامس في الرباط عام 1997.

## الوظائف العلمية
- يدرّس في جامعة الأميرة نورة بنت عبد الرحمن في الرياض.[3]
- أستاذ التعليم العالي بكلية الآداب والعلوم الإنسانية بالرباط .
- رئيس قسم اللغة العربية وآدابها بكلية الآداب والعلوم الإنسانية بالرباط (من 1997 إلى 2004) .
- عضو اللجنة العلمية ( كلية الآداب والعلوم الإنسانية بالرباط ) .
- منسق مجموعة البحث في ”التراث السردي الأندلسية ـ المغربية ـ المتوسطية ” داخل كلية الآداب بالرباط .
- منسق الدكتوراه في الأدب ”آداب وفنون متوسطية ” داخل كلية الآداب بالرباط .
- أستاذ زائر بجامعة جان مولان، ليون 3، كلية اللغات، فرنسا، خلال الموسمين الجامعيين: 2002/2003 و 2003 / 2004.
- أستاذ زائر، بكلية الآداب ـ جامعة القيروان ، مارس 2007.
- أستاذ زائر بكلية اللغة العربية، قسم الأدب، جامعة الإمام محمد بن سعود الإسلامية، الرياض ـ المملكة العربية السعودية، الفصل الثاني، 1430/1431ـ 2010 ـ 2011 ـ 2012.
- أستاذ زائر بجامعة السلطان قابوس، مسقط عمان، الفصل الثاني 2013.
- أستاذ زائر بجامعة نواكشوط، موريتانيا، يناير 2014.

## عضويات ثقافية
- عضو المكتب المركزي لاتحاد كتاب المغرب (ثلاث دورات).
- الكاتب العام لـ” رابطة أدباء المغرب “.
- الكاتب العام ل ” المركز الجامعي للأبحاث السردية “.
- عضو الهيئة الاستشارية لشبكة الذاكرة الثقافية.
- عضو في الهيئة الاستشارية أو العلمية في مجلات بالمغرب والجزائر وتونس والبحرين والكويت والأردن.
- عضو اتحاد كتاب الإنترنت العرب.

## الجوائز
- جائزة المغرب الكبرى للكتاب برسم سنة 1989 وسنة 1997.
- جائزة عبد الحميد شومان (الأردن) للعلماء العرب الشبان سنة 1992.
- جائزة اتحاد كتاب الإنترنيت العرب 2008[4]
- جائزة الشيخ زايد في الفنون والدراسات الأدبية، سنة 2016.
- جائزة كتارا للرواية العربية في دورتها الثامنة عام 2022، في فئة البحث والدراسات النقدية عن دراسة (السرديات التطبيقية.. قراءات في سردية الرواية العربية).[5]

## المؤلفات
1. القراءة والتجربة: حول التجريب في الخطاب الروائي الجديد في المغرب. 1985
2. تحليل الخطاب الروائي: الزمن، السرد، التبئير 1989
3. انفتاح النص الروائي: النص والسياق 1989
4. الرواية والتراث السردي: من أجل وعي جديد بالتراث . 1992
5. ذخيرة العجائب العربية: سيف بن ذي يزن . 1994
6. الكلام والخبر: مقدمة للسرد العربي . 1997
7. قال الراوي: البنيات الحكائية في السيرة الشعبية . 1997
8. الأدب والمؤسسة: نحو ممارسة أدبية جديدة .2000
9. آفاق نقد عربي معاصر (بالاشتراك مع فيصل درّاج). 2003.
10. من النص إلى النص المترابط، 2005.
11. مقاربات منهجية للنص الروائي والنقدي (بالاشتراك). 2007.
12. النص المترابط ومستقبل الثقافة العربية، 2008.[6]
13. قضايا الرواية العربية الجديدة: الوجود والحدود. 2010.
14. رهانات الرواية العربية: بين الإبداعية والعالمية (بالاشتراك مع محمد القاضي). 2011.
15. السرديات والتحليل السردي: الشكل والدلالة. 2012.
16. المغرب مستقبل بلا سياسة: في الثقافة والسياسة والمجتمع. 2013.
17. الفكر الأدبي العربي: البنيات والأنساق، 2014.[7]
18. اللغة، الثقافة، المعرفة: إشكالات ورهانات. 2019.[8]
19. معجم المشكلات الثقافية. 2020.[9]
20. الفتنة القائمة: عشر سنوات على ربيع عربي. 2021.[10]
21. السرد العربي: أنواع وأنماط. 2022.
22. عتبات السرديات ومُناصاتها: مقدمات وحوارات. 2023.[11]

### وصلات خارجية
- # موقع سعيد يقطين
- # موقع امير الشعراء